# Johann Friedrich Joseph Sommer
Pour les articles homonymes, voir Sommer.
Johann Friedrich Joseph Sommer (1793-1856) est un journaliste, éditeur, juriste et homme politique prussien. 
En tant que juriste, il défend l'école historique du droit de Friedrich Carl von Savigny. Sur le plan théologique, il oscille entre ultramontanisme et libéralisme. Sur le plan politique, il fait partie des précurseurs du libéralisme. 

## Origine et famille
Le père de Johann Friedrich Joseph Sommer est Johann Heinrich Sommer, un propriétaire terrien, avocat et industriel originaire de Kirchhundem. Sa mère Maria Franziskam, née Liese, vient d'Olpe. D'autres membres de la famille possèdent des droits de minage ou participent à l'éclosion de l'industrie en Allemagne. La famille Sommer fait donc à la fois partie de la bourgeoisie éduquée et économique tout en étant propriétaire terrien. Un mélange typique du Sauerland, mais pas de la Prusse. 
Le 30 septembre 1824, il épouse Klementine Schlinkert, la fille du Franz Bernhard Schlinkert, originaire de Geseke. Ils ont ensemble cinq filles et un fils.
Sur le plan historique, Sommer est intéressant parce qu'il a livré de nombres sources. Ainsi, en plus de ses propres écrits politiques et scientifiques, la correspondance avec sa future femme et avec son fils, publié par son arrière-petit-fils Clemens Plassmann (de), nous sont parvenus. Ce sont des témoignages de premier ordre sur la place de la femme et sur la famille au XIXe siècle.

## Carrière
Sommer est tout d'abord instruit à domicile par un religieux français immigré. Il fréquente ensuite l'école latine d'Olpe et passe à l'âge de 15 ans son Abitur. Il commence alors des études de droit, de gestion administrative, de science forestière et d'histoire à l'université de Giessen, dans la Hesse. L'annexion du Duché de Westphalie, et donc du Sauerland, au Landgraviat de Hesse-Darmstadt en 1803 explique ce choix. Il passe en 1811 son examen final et reçoit la mention summa cum laude, la plus haute distinction possible. En 1812, il entre au tribunal d'Arnsberg afin de passer ses examens pratiques. Il y commence sa carrière la même année et obtient le titre d'avocat l'année suivante. En l'absence d'obligation de présence au tribunal, Sommer occupe la moitié de son temps à aider son père dans sa gestion à Kirchhundem. Après la mort de ce dernier en 1818, il reprend lui-même les affaires en main.

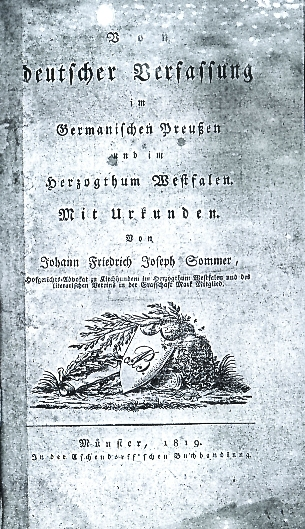
Couverture de la constitution allemande

Il fait paraître un an plus tard Sur la constitution allemande en Prusse germanique et dans le Duché de Westsphalie Il reçoit peu après le titre de docteur de la faculté de droit de Giessen. En 1827, il devient adjoint à la mairie de Bilstein. Une obligation de présence au tribunal étant introduite, il doit déménager de Kirchhundem à Arnsberg le 5 septembre 1827. Le fait qu'il refuse un poste de professeur et un autre à la cour suprême prussienne est surement lié à ses idées politiques.
Sommer est avocat dans toute la Westphalie. Il est spécialisé dans la défense des intérêts en milieu rural et est connu comme le « Avocat des fermiers ». Un des procès les plus médiatisés dans lequel il est impliqué avec succès oppose six villages à la ville de Soest. Son expertise est par ailleurs reconnue dans le domaine de l'abolition des privilèges. Il publie entre 1823 et 1830 un ouvrage en trois tomes sur le sujet : développement historique des rapports juridiques en Allemagne.

## Journaliste et homme politique pendant leVormärz
Les changements de souverains dans le Sauerland, d'abord part de l'Électorat de Cologne puis du Hesse-Darmstadt à partir de 1804, puis de la Prusse à partir de 1816, marquent ses opinions politiques. Il a tout d'abord un a priori positif de la Prusse. Il croit en effet d'une part que le Duché de Westphalie va retrouver son droit d'autogestion, et d'autre part que le roi de Prusse va tenir sa promesse de mettre en place une constitution. Ces espoirs sont rapidement déçus. Sa famille bourgeoise et catholique fait partie de l'élite locale. Les membres de sa caste ont durant la période de l'Électorat de Cologne, un quasi-monopole sur les postes dans la justice et l'administration. Sous la domination de la Hesse puis de la Prusse, les hauts postes dans ces institutions sont occupés par des hommes originaires de ces États. À l'exception de la justice, où leur connaissance des traditions locales est indispensable au bon fonctionnement, les élites locales se voient exclues du service public. Les différences culturelles entre protestants et catholiques sont également source de tension. À Ansberg par exemple, deux communautés distinctes se forment.
Les bourgeois catholiques suivent alors deux voies a priori contradictoires. À l'opposé du catholicisme du XVIIIe siècle qui va vers plus de raison et d'éclairement, ils forment le mouvement ultramontain qui affirme la primauté du Pape. D'autre part, l'autogestion qui existait dans le Duché de Wesphalie sert de modèle pour une société libérale.
Ces tendances réactionnaires d'un côté et progressiste de l'autre se retrouvent chez Sommer de manière très caractéristiques. Elles influencent sa pensée sociale, concernant l'organisation de l'Église, juridique, historique et politique. Sa thèse est une illustration de ces contradictions. Il défend ce plaidoyer pour la constitution même après les décrets de Karlsbad et la mise en place de la censure. Il écrit pour le journal le plus important de Westphalie, sous le pseudonyme « Westphalus Eremita », et y défend ainsi l'idée d'une constitution libérale. Il fait partie de l'opposition au gouvernement, sans pour autant être menacer par la répression. Les hommes d'État prussiens montrent alors encore de la sympathie pour ses écrits.

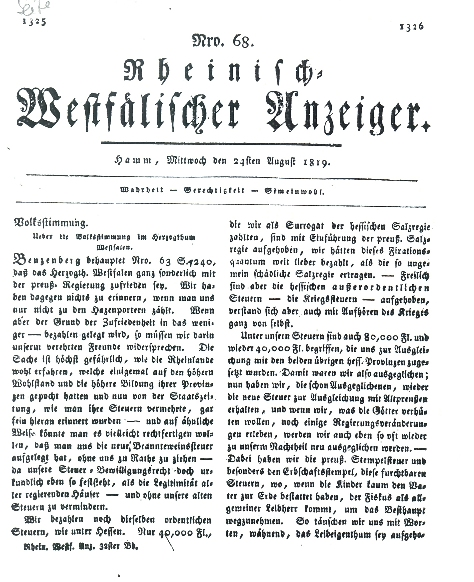
Article de Sommer dans le Rheinisch-Westfälischen-Anzeiger en 1819

Ses écrits sur l'organisation de l'Église semblent également de nos jours contradictoire. D'une part, il refuse catégoriquement toute intervention de l'État dans les affaires de l'Église, d'autre part, il plaide pour une organisation libérale de celle-ci. Il pense que l'Église peut se réformer de manière interne, par exemple par l'intermédiaire de conciles. 
En 1826, Sommer est élu député au parlement provincial de Westphalie pour la circonscription d'Olpe, Siegen et Wittgenstein. Il est très actif durant les débats et se dresse contre les tentatives du gouvernement prussien de réviser les lois datant de la période des réformes. Par exemple, il s'oppose à la proposition des grands propriétaires terriens de limiter le pouvoir politique des petits propriétaires. Sommer défend que celui qui paie des impôts doit avoir des droits politiques. Il entre alors en conflit direct avec Heinrich Friedrich Karl vom Stein. Il participe également à une commission s'occupant de l'émancipation des juifs. Là encore, il se trouve opposé aux vues de Stein. Sommer écrit à son propos : « il aimerait bien forcer la maison Israël à l'exil, s'il le pouvait. Il éblouie la majorité de l'assemblée. En moins d'une heure, les juifs seraient privés de leurs droits civiques et de leur propriété »,. Bien-sûr, une telle décision ne serait pas approuvée par le gouvernement de Berlin.
La question de la mise en place de la constitution ne progresse pas au sein du parlement. Sommer écrit au journaliste Joseph Görres : « Dans notre for, tout reste relativement comme avant, l'existant est un poids de plomb que nous trainons ». Durant les années qui suivent, Sommer s'éloigne de l'opposition et s'occupe principalement des questions juridiques. Avec Benedikt Waldeck, il tente d'organiser en 1843 une rencontre de juristes de Westphalie à Soest. Toutefois l'administration interdit le rassemblement, de peur qu'on tente de former une corporation.

## Membre de l'assemblée nationale

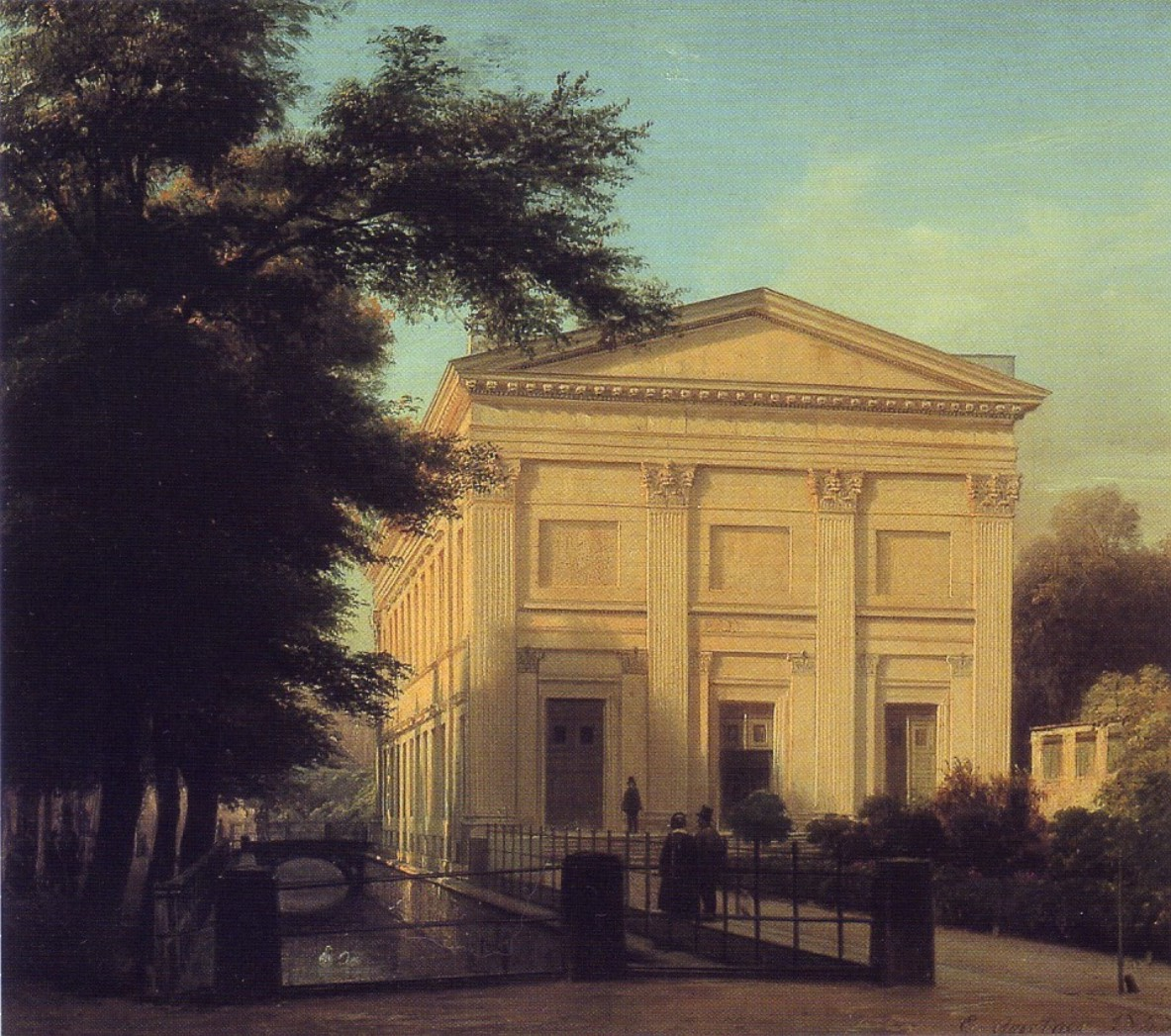
Académie de chant de Berlin, siège de l'assemblée nationale prussienne, peinture de 1843

En 1848, il est élu dans la circonscription de Brilon à l'assemblée nationale prussienne de Berlin. Dans une déclaration de mai, il dit aller dans la capitale pour défendre le « Droit, la vérité et le bien du peuple ».
À travers ses lettres à sa femme notamment, Sommer dépeint la vie de l'assemblée et le processus de formation des groupes parlementaires. Le premier à se créer est ainsi le club constitutionnel autour de Jodokus Temme, qui contrairement à ce que laisse supposer son nom considère que la révolution a mis fin à la monarchie. Elle ne serait plus que tolérée, le parlement étant le centre du pouvoir. Le système politique doit avoir pour fondement la constitution votée par le parlement et affirmer la souveraineté du peuple. Sommer est un opposant décidé à cette conception, et souhaite un rapport égalitaire entre le parlement et le roi. Un autre groupe parlementaire, libéral, se forme à la droite de celui constitutionnel, il s'agit de ce qui devient ensuite le centre. Sommer est un des principaux rédacteurs de son  programme politique.
Le débat sur la constitution rend le clivage entre les groupes parlementaires clair. Waldeck, rédacteur de la charte éponyme, et Sommer se livrent ainsi régulièrement à des joutes verbales. Lors des émeutes à Berlin en octobre, de nouveaux échanges vifs ont lieu entre les deux hommes. Alors que Waldeck réclame que l'État paie les funérailles des victimes des émeutes, Sommer considère que ce serait une récompense pour « les débordements des ouvriers contre les bons citoyens, ».
Cette attitude est de plus en plus critiquée dans le Sauerland. En particulier après le déménagement forcé puis la dissolution de l'assemblée nationale, les hommes politiques libéraux modérés perdent tout appui. En novembre 1848, les habitants d'Arnsberg manifestent devant la maison de Sommer et l'endommagent. Lors des élections de la nouvelle chambre basse, les électeurs se tournent vers les démocrates comme Johann Matthias Gierse (de).
L'influence politique de Sommer prend donc fin en même temps que la révolution. Comme beaucoup de libéraux du Vormärz, il a le mérite d'avoir défendu l'idée d'une constitution malgré la répression. 
Il est enterré au cimetière du Eichholz, littéralement «bois de chêne», à Arnsberg.

## Écrits
Sommer a écrit sur de très nombreux sujets différents en tant que journaliste. Il écrit sur les sujets de l'histoire du droit, sur la politique ainsi qu'à propos de l'organisation de l'Église. Pour se protéger de la censure mise en place à Karlsbad, il utilise le pseudonyme « Westphalus Eremita », ce qui signifie reclus de Westphalie. Certains de ses articles font partie des plus importants de la période du Vormärz dans le Westfälischen Anzeiger, Hermann. Zeitschrift für Westfalen ou l'Hamburger Deutscher Beobachter, le Neuen Rheinischen Merkur et bien d'autres. Il répond parfois également à d'autres acteurs du monde politique ou juridique. Il écrit même de la théologie dans le dictionnaire de la conversion de Friedrich Arnold Brockhaus.
De 1834 à 1854, il est un des éditeurs du journal Neues Archiv für Preußisches Recht und Verfahren sowie für deutsches Privatrecht, nouvelle archive pour le droit, les procès et le droit privé prussiens. Il publie aussi Landwirthschaftliche Mittheilungen der Landeskultur-Gesellschaft für den Regierungsbezirk Arnsberg, communication agricole de la société et la culture locale pour l'arrondissement d'Arnsberg, de 1842 à 1852.

## Vie associative
En 1817, Sommer est fait membre d'honneur de l'association littéraire de la Comté de La Marck à Altena. En 1824, il est cofondateur de l'association pour l'histoire patriotique et l'étude de l'antiquité de Westphalie. Dans les années 1840, il est membre de la société et la culture locale pour l'arrondissement d'Arnsberg.

## Œuvre (sélection)
- (de) Von deutscher Verfassung im germanischen Preußen und im Herzogthum Westfalen : mit Urkunden, Münster, 1819 (lire en ligne)
- (de) Clemens Plassmann (dir.), Die Brautbriefe des Westphalus Eremita, Limbourg, Steffen, 1950
- (de) Darstellung der Rechtsverhältnisse der Bauerngüter im Herzogthum Westfalen nach älteren und neueren Gesetzen und Rechten. Mit Beilagen, Hamm, 1823
- (de) Von der Kirche in dieser Zeit. Betrachtungen, Münster, 1819
- (de) Handbuch über die ältern und neueren bäuerlichen Rechtsverhältnisse in den ehemals Großherzoglich-Bergischen, Königlich-Westphälischen und Französisch-Hanseatischen Preußischen Provinzen in Rheinland-Westphalen, Hamm, 1830
  - (de) Handbuch..., t. 1 (lire en ligne)
  - (de) Handbuch..., t. 2 (lire en ligne)
- (de) Recht, Richtsteig, Rechtsgelehrte und Adel der preußischen Rheinlande, in der Gegenwart und Zukunft., Dortmund, 1817
- (de) Rechtswissenschaftliche Abhandlungen, t. 1 : Nebst Abhandlung über das rechtliche Verhältniss Roms zu Deutschland & über Wessenberg & das päbstliche Breve, Giessen, 1818

## Citations
1. ↑  « Von deutscher Verfassung im Germanischen Preußen und im Herzogthum Westfalen »
2. ↑  « Bauernadvokat »
3. ↑  « Geschichtlichen Entwicklung der Rechtsverhältnisse in Deutschland »
4. ↑  « er würde" wohl, "das Haus Israel zur Auswanderung zwingen, wenn er könnte. Er riss den größten Theil der Versammlung hin. In nicht einer vollen Stunde waren die Juden ihre bisherigen Bürgerrechte, ihre Fähigkeit Grundbesitz zu erwerben, entzogen »
5. ↑  « In unserem Inneren bleibt so ziemlich alles beim Alten, und es hängt ein Bleigewicht am Bestehenden »
6. ↑  « Recht, für Wahrheit und für Volkswohl »
7. ↑  « Exzesse jener Arbeiter gegen die guten Bürger »
8. ↑  « Konversationslexikon »